# غوردون آموس
غوردون آموس (4 أبريل 1905 بسيدني في أستراليا - 7 أبريل 1995) (بالإنجليزية: Gordon Amos)‏ هو لاعب كريكت أسترالي.

## وصلات خارجية
- غوردون آموس على موقع إي آس بي آن كريك إنفو (الإنجليزية)